# كريج بيركو
كريج بيركو (بالإنجليزية: Craig Bierko) مواليد 18 أغسطس 1964 في راي بروك، نيويورك، الولايات المتحدة، هو ممثل ومغن أمريكي. درس في جامعة بوسطن.

## النشأة
ولد في راي بروك بنيويورك وهو ابن نجل بات وريكس بيركو0 كانت والدته يهودية ثم قامت بتحويل ديانتها إلى الكاثوليكية.

## الأعمال

### أفلام
- التغير لأعلى
- سوبر هيرو موف
- مقابلة بيل
- فيلم مخيف 4
- ديكي روبرتس: النجم السابق الطفل
- قبلة الوداع

### مسلسلات
- الإبتدائية
- ذا منتاليست
- ذا غود وايف
- بوسطن ليغال
- القانون والنظام: الوحدة الخاصة للضحايا
- الجنس والمدينة
- آلي مكبيل
- ماد أباوت يو
- ريد دوارف

## وصلات خارجية
- كريج بيركو على موقع IMDb (الإنجليزية)
- كريج بيركو على موقع روتن توميتوز (الإنجليزية)
- كريج بيركو على موقع ألو سيني (الفرنسية)
- كريج بيركو على موقع أول موفي (الإنجليزية)
- كريج بيركو على موقع قاعدة بيانات برودواي على الإنترنت (الإنجليزية)
- كريج بيركو على موقع قاعدة بيانات الأفلام السويدية (السويدية)
- كريج بيركو على موقع إن إن دي بي (الإنجليزية)
- كريج بيركو على موقع قاعدة بيانات الفيلم (الإنجليزية)
- كريج بيركو على موقع كينوبويسك (الروسية)